# Ка Ђакомо (Сондрио)
Ка Ђакомо је насеље у Италији у округу Сондрио, региону Ломбардија.
Према процени из 2011. у насељу је живело 6 становника. Насеље се налази на надморској висини од 840 м.